# Coleophora sibiricella
Coleophora sibiricella é uma espécie de mariposa do gênero Coleophora pertencente à família Coleophoridae.